# Die Schwalbe

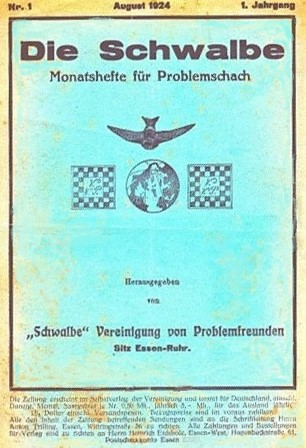
Il primo numero della rivista

Die Schwalbe (letteralmente «la rondine») è una società problemistica tedesca, editrice della rivista bimensile Die Schwalbe.
Venne fondata il 10 febbraio 1924 a Essen, col nome Die Schwalbe Vereinigung von Problemfreunden zur Förderung der Aufgabenkunst. I soci fondatori furono 15, guidati dal compositore di problemi Dr.Wilhelm Maßmann. Primo presidente fu Anton Trilling. Nel 1972 la società diventò membro della Deutsche Schachbund (Unione scacchistica tedesca).
Il primo numero della rivista «Die Schwalbe» uscì nell'agosto 1924. Da allora è stata pubblicata ogni due mesi. Solo tra il 1943 e il 1946 le edizioni cessarono a causa della guerra. Pubblica composizioni e soluzioni, annunci di tornei e articoli teorici e storici sul problema di scacchi. Organizza concorsi di composizione di problemi.
Il nome della società deriva da un famoso problema di matto in quattro mosse di Johannes Kohtz e Carl Kockelkorn, intitolato Eine Schwalbe (una rondine).
|   | a | b | c | d | e | f | g | h |   |
| 8 | e8 cavallo del nero · f8 re del bianco · g8 cavallo del nero · b7 donna del bianco · c6 pedone del nero · f6 pedone del bianco · b5 pedone del nero · g4 torre del nero · c3 pedone del bianco · e3 alfiere del bianco · b2 cavallo del bianco · d2 cavallo del bianco · e2 pedone del nero · g2 alfiere del nero · e1 re del nero | e8 cavallo del nero · f8 re del bianco · g8 cavallo del nero · b7 donna del bianco · c6 pedone del nero · f6 pedone del bianco · b5 pedone del nero · g4 torre del nero · c3 pedone del bianco · e3 alfiere del bianco · b2 cavallo del bianco · d2 cavallo del bianco · e2 pedone del nero · g2 alfiere del nero · e1 re del nero | e8 cavallo del nero · f8 re del bianco · g8 cavallo del nero · b7 donna del bianco · c6 pedone del nero · f6 pedone del bianco · b5 pedone del nero · g4 torre del nero · c3 pedone del bianco · e3 alfiere del bianco · b2 cavallo del bianco · d2 cavallo del bianco · e2 pedone del nero · g2 alfiere del nero · e1 re del nero | e8 cavallo del nero · f8 re del bianco · g8 cavallo del nero · b7 donna del bianco · c6 pedone del nero · f6 pedone del bianco · b5 pedone del nero · g4 torre del nero · c3 pedone del bianco · e3 alfiere del bianco · b2 cavallo del bianco · d2 cavallo del bianco · e2 pedone del nero · g2 alfiere del nero · e1 re del nero | e8 cavallo del nero · f8 re del bianco · g8 cavallo del nero · b7 donna del bianco · c6 pedone del nero · f6 pedone del bianco · b5 pedone del nero · g4 torre del nero · c3 pedone del bianco · e3 alfiere del bianco · b2 cavallo del bianco · d2 cavallo del bianco · e2 pedone del nero · g2 alfiere del nero · e1 re del nero | e8 cavallo del nero · f8 re del bianco · g8 cavallo del nero · b7 donna del bianco · c6 pedone del nero · f6 pedone del bianco · b5 pedone del nero · g4 torre del nero · c3 pedone del bianco · e3 alfiere del bianco · b2 cavallo del bianco · d2 cavallo del bianco · e2 pedone del nero · g2 alfiere del nero · e1 re del nero | e8 cavallo del nero · f8 re del bianco · g8 cavallo del nero · b7 donna del bianco · c6 pedone del nero · f6 pedone del bianco · b5 pedone del nero · g4 torre del nero · c3 pedone del bianco · e3 alfiere del bianco · b2 cavallo del bianco · d2 cavallo del bianco · e2 pedone del nero · g2 alfiere del nero · e1 re del nero | e8 cavallo del nero · f8 re del bianco · g8 cavallo del nero · b7 donna del bianco · c6 pedone del nero · f6 pedone del bianco · b5 pedone del nero · g4 torre del nero · c3 pedone del bianco · e3 alfiere del bianco · b2 cavallo del bianco · d2 cavallo del bianco · e2 pedone del nero · g2 alfiere del nero · e1 re del nero | 8 |
| 7 | e8 cavallo del nero · f8 re del bianco · g8 cavallo del nero · b7 donna del bianco · c6 pedone del nero · f6 pedone del bianco · b5 pedone del nero · g4 torre del nero · c3 pedone del bianco · e3 alfiere del bianco · b2 cavallo del bianco · d2 cavallo del bianco · e2 pedone del nero · g2 alfiere del nero · e1 re del nero | e8 cavallo del nero · f8 re del bianco · g8 cavallo del nero · b7 donna del bianco · c6 pedone del nero · f6 pedone del bianco · b5 pedone del nero · g4 torre del nero · c3 pedone del bianco · e3 alfiere del bianco · b2 cavallo del bianco · d2 cavallo del bianco · e2 pedone del nero · g2 alfiere del nero · e1 re del nero | e8 cavallo del nero · f8 re del bianco · g8 cavallo del nero · b7 donna del bianco · c6 pedone del nero · f6 pedone del bianco · b5 pedone del nero · g4 torre del nero · c3 pedone del bianco · e3 alfiere del bianco · b2 cavallo del bianco · d2 cavallo del bianco · e2 pedone del nero · g2 alfiere del nero · e1 re del nero | e8 cavallo del nero · f8 re del bianco · g8 cavallo del nero · b7 donna del bianco · c6 pedone del nero · f6 pedone del bianco · b5 pedone del nero · g4 torre del nero · c3 pedone del bianco · e3 alfiere del bianco · b2 cavallo del bianco · d2 cavallo del bianco · e2 pedone del nero · g2 alfiere del nero · e1 re del nero | e8 cavallo del nero · f8 re del bianco · g8 cavallo del nero · b7 donna del bianco · c6 pedone del nero · f6 pedone del bianco · b5 pedone del nero · g4 torre del nero · c3 pedone del bianco · e3 alfiere del bianco · b2 cavallo del bianco · d2 cavallo del bianco · e2 pedone del nero · g2 alfiere del nero · e1 re del nero | e8 cavallo del nero · f8 re del bianco · g8 cavallo del nero · b7 donna del bianco · c6 pedone del nero · f6 pedone del bianco · b5 pedone del nero · g4 torre del nero · c3 pedone del bianco · e3 alfiere del bianco · b2 cavallo del bianco · d2 cavallo del bianco · e2 pedone del nero · g2 alfiere del nero · e1 re del nero | e8 cavallo del nero · f8 re del bianco · g8 cavallo del nero · b7 donna del bianco · c6 pedone del nero · f6 pedone del bianco · b5 pedone del nero · g4 torre del nero · c3 pedone del bianco · e3 alfiere del bianco · b2 cavallo del bianco · d2 cavallo del bianco · e2 pedone del nero · g2 alfiere del nero · e1 re del nero | e8 cavallo del nero · f8 re del bianco · g8 cavallo del nero · b7 donna del bianco · c6 pedone del nero · f6 pedone del bianco · b5 pedone del nero · g4 torre del nero · c3 pedone del bianco · e3 alfiere del bianco · b2 cavallo del bianco · d2 cavallo del bianco · e2 pedone del nero · g2 alfiere del nero · e1 re del nero | 7 |
| 6 | e8 cavallo del nero · f8 re del bianco · g8 cavallo del nero · b7 donna del bianco · c6 pedone del nero · f6 pedone del bianco · b5 pedone del nero · g4 torre del nero · c3 pedone del bianco · e3 alfiere del bianco · b2 cavallo del bianco · d2 cavallo del bianco · e2 pedone del nero · g2 alfiere del nero · e1 re del nero | e8 cavallo del nero · f8 re del bianco · g8 cavallo del nero · b7 donna del bianco · c6 pedone del nero · f6 pedone del bianco · b5 pedone del nero · g4 torre del nero · c3 pedone del bianco · e3 alfiere del bianco · b2 cavallo del bianco · d2 cavallo del bianco · e2 pedone del nero · g2 alfiere del nero · e1 re del nero | e8 cavallo del nero · f8 re del bianco · g8 cavallo del nero · b7 donna del bianco · c6 pedone del nero · f6 pedone del bianco · b5 pedone del nero · g4 torre del nero · c3 pedone del bianco · e3 alfiere del bianco · b2 cavallo del bianco · d2 cavallo del bianco · e2 pedone del nero · g2 alfiere del nero · e1 re del nero | e8 cavallo del nero · f8 re del bianco · g8 cavallo del nero · b7 donna del bianco · c6 pedone del nero · f6 pedone del bianco · b5 pedone del nero · g4 torre del nero · c3 pedone del bianco · e3 alfiere del bianco · b2 cavallo del bianco · d2 cavallo del bianco · e2 pedone del nero · g2 alfiere del nero · e1 re del nero | e8 cavallo del nero · f8 re del bianco · g8 cavallo del nero · b7 donna del bianco · c6 pedone del nero · f6 pedone del bianco · b5 pedone del nero · g4 torre del nero · c3 pedone del bianco · e3 alfiere del bianco · b2 cavallo del bianco · d2 cavallo del bianco · e2 pedone del nero · g2 alfiere del nero · e1 re del nero | e8 cavallo del nero · f8 re del bianco · g8 cavallo del nero · b7 donna del bianco · c6 pedone del nero · f6 pedone del bianco · b5 pedone del nero · g4 torre del nero · c3 pedone del bianco · e3 alfiere del bianco · b2 cavallo del bianco · d2 cavallo del bianco · e2 pedone del nero · g2 alfiere del nero · e1 re del nero | e8 cavallo del nero · f8 re del bianco · g8 cavallo del nero · b7 donna del bianco · c6 pedone del nero · f6 pedone del bianco · b5 pedone del nero · g4 torre del nero · c3 pedone del bianco · e3 alfiere del bianco · b2 cavallo del bianco · d2 cavallo del bianco · e2 pedone del nero · g2 alfiere del nero · e1 re del nero | e8 cavallo del nero · f8 re del bianco · g8 cavallo del nero · b7 donna del bianco · c6 pedone del nero · f6 pedone del bianco · b5 pedone del nero · g4 torre del nero · c3 pedone del bianco · e3 alfiere del bianco · b2 cavallo del bianco · d2 cavallo del bianco · e2 pedone del nero · g2 alfiere del nero · e1 re del nero | 6 |
| 5 | e8 cavallo del nero · f8 re del bianco · g8 cavallo del nero · b7 donna del bianco · c6 pedone del nero · f6 pedone del bianco · b5 pedone del nero · g4 torre del nero · c3 pedone del bianco · e3 alfiere del bianco · b2 cavallo del bianco · d2 cavallo del bianco · e2 pedone del nero · g2 alfiere del nero · e1 re del nero | e8 cavallo del nero · f8 re del bianco · g8 cavallo del nero · b7 donna del bianco · c6 pedone del nero · f6 pedone del bianco · b5 pedone del nero · g4 torre del nero · c3 pedone del bianco · e3 alfiere del bianco · b2 cavallo del bianco · d2 cavallo del bianco · e2 pedone del nero · g2 alfiere del nero · e1 re del nero | e8 cavallo del nero · f8 re del bianco · g8 cavallo del nero · b7 donna del bianco · c6 pedone del nero · f6 pedone del bianco · b5 pedone del nero · g4 torre del nero · c3 pedone del bianco · e3 alfiere del bianco · b2 cavallo del bianco · d2 cavallo del bianco · e2 pedone del nero · g2 alfiere del nero · e1 re del nero | e8 cavallo del nero · f8 re del bianco · g8 cavallo del nero · b7 donna del bianco · c6 pedone del nero · f6 pedone del bianco · b5 pedone del nero · g4 torre del nero · c3 pedone del bianco · e3 alfiere del bianco · b2 cavallo del bianco · d2 cavallo del bianco · e2 pedone del nero · g2 alfiere del nero · e1 re del nero | e8 cavallo del nero · f8 re del bianco · g8 cavallo del nero · b7 donna del bianco · c6 pedone del nero · f6 pedone del bianco · b5 pedone del nero · g4 torre del nero · c3 pedone del bianco · e3 alfiere del bianco · b2 cavallo del bianco · d2 cavallo del bianco · e2 pedone del nero · g2 alfiere del nero · e1 re del nero | e8 cavallo del nero · f8 re del bianco · g8 cavallo del nero · b7 donna del bianco · c6 pedone del nero · f6 pedone del bianco · b5 pedone del nero · g4 torre del nero · c3 pedone del bianco · e3 alfiere del bianco · b2 cavallo del bianco · d2 cavallo del bianco · e2 pedone del nero · g2 alfiere del nero · e1 re del nero | e8 cavallo del nero · f8 re del bianco · g8 cavallo del nero · b7 donna del bianco · c6 pedone del nero · f6 pedone del bianco · b5 pedone del nero · g4 torre del nero · c3 pedone del bianco · e3 alfiere del bianco · b2 cavallo del bianco · d2 cavallo del bianco · e2 pedone del nero · g2 alfiere del nero · e1 re del nero | e8 cavallo del nero · f8 re del bianco · g8 cavallo del nero · b7 donna del bianco · c6 pedone del nero · f6 pedone del bianco · b5 pedone del nero · g4 torre del nero · c3 pedone del bianco · e3 alfiere del bianco · b2 cavallo del bianco · d2 cavallo del bianco · e2 pedone del nero · g2 alfiere del nero · e1 re del nero | 5 |
| 4 | e8 cavallo del nero · f8 re del bianco · g8 cavallo del nero · b7 donna del bianco · c6 pedone del nero · f6 pedone del bianco · b5 pedone del nero · g4 torre del nero · c3 pedone del bianco · e3 alfiere del bianco · b2 cavallo del bianco · d2 cavallo del bianco · e2 pedone del nero · g2 alfiere del nero · e1 re del nero | e8 cavallo del nero · f8 re del bianco · g8 cavallo del nero · b7 donna del bianco · c6 pedone del nero · f6 pedone del bianco · b5 pedone del nero · g4 torre del nero · c3 pedone del bianco · e3 alfiere del bianco · b2 cavallo del bianco · d2 cavallo del bianco · e2 pedone del nero · g2 alfiere del nero · e1 re del nero | e8 cavallo del nero · f8 re del bianco · g8 cavallo del nero · b7 donna del bianco · c6 pedone del nero · f6 pedone del bianco · b5 pedone del nero · g4 torre del nero · c3 pedone del bianco · e3 alfiere del bianco · b2 cavallo del bianco · d2 cavallo del bianco · e2 pedone del nero · g2 alfiere del nero · e1 re del nero | e8 cavallo del nero · f8 re del bianco · g8 cavallo del nero · b7 donna del bianco · c6 pedone del nero · f6 pedone del bianco · b5 pedone del nero · g4 torre del nero · c3 pedone del bianco · e3 alfiere del bianco · b2 cavallo del bianco · d2 cavallo del bianco · e2 pedone del nero · g2 alfiere del nero · e1 re del nero | e8 cavallo del nero · f8 re del bianco · g8 cavallo del nero · b7 donna del bianco · c6 pedone del nero · f6 pedone del bianco · b5 pedone del nero · g4 torre del nero · c3 pedone del bianco · e3 alfiere del bianco · b2 cavallo del bianco · d2 cavallo del bianco · e2 pedone del nero · g2 alfiere del nero · e1 re del nero | e8 cavallo del nero · f8 re del bianco · g8 cavallo del nero · b7 donna del bianco · c6 pedone del nero · f6 pedone del bianco · b5 pedone del nero · g4 torre del nero · c3 pedone del bianco · e3 alfiere del bianco · b2 cavallo del bianco · d2 cavallo del bianco · e2 pedone del nero · g2 alfiere del nero · e1 re del nero | e8 cavallo del nero · f8 re del bianco · g8 cavallo del nero · b7 donna del bianco · c6 pedone del nero · f6 pedone del bianco · b5 pedone del nero · g4 torre del nero · c3 pedone del bianco · e3 alfiere del bianco · b2 cavallo del bianco · d2 cavallo del bianco · e2 pedone del nero · g2 alfiere del nero · e1 re del nero | e8 cavallo del nero · f8 re del bianco · g8 cavallo del nero · b7 donna del bianco · c6 pedone del nero · f6 pedone del bianco · b5 pedone del nero · g4 torre del nero · c3 pedone del bianco · e3 alfiere del bianco · b2 cavallo del bianco · d2 cavallo del bianco · e2 pedone del nero · g2 alfiere del nero · e1 re del nero | 4 |
| 3 | e8 cavallo del nero · f8 re del bianco · g8 cavallo del nero · b7 donna del bianco · c6 pedone del nero · f6 pedone del bianco · b5 pedone del nero · g4 torre del nero · c3 pedone del bianco · e3 alfiere del bianco · b2 cavallo del bianco · d2 cavallo del bianco · e2 pedone del nero · g2 alfiere del nero · e1 re del nero | e8 cavallo del nero · f8 re del bianco · g8 cavallo del nero · b7 donna del bianco · c6 pedone del nero · f6 pedone del bianco · b5 pedone del nero · g4 torre del nero · c3 pedone del bianco · e3 alfiere del bianco · b2 cavallo del bianco · d2 cavallo del bianco · e2 pedone del nero · g2 alfiere del nero · e1 re del nero | e8 cavallo del nero · f8 re del bianco · g8 cavallo del nero · b7 donna del bianco · c6 pedone del nero · f6 pedone del bianco · b5 pedone del nero · g4 torre del nero · c3 pedone del bianco · e3 alfiere del bianco · b2 cavallo del bianco · d2 cavallo del bianco · e2 pedone del nero · g2 alfiere del nero · e1 re del nero | e8 cavallo del nero · f8 re del bianco · g8 cavallo del nero · b7 donna del bianco · c6 pedone del nero · f6 pedone del bianco · b5 pedone del nero · g4 torre del nero · c3 pedone del bianco · e3 alfiere del bianco · b2 cavallo del bianco · d2 cavallo del bianco · e2 pedone del nero · g2 alfiere del nero · e1 re del nero | e8 cavallo del nero · f8 re del bianco · g8 cavallo del nero · b7 donna del bianco · c6 pedone del nero · f6 pedone del bianco · b5 pedone del nero · g4 torre del nero · c3 pedone del bianco · e3 alfiere del bianco · b2 cavallo del bianco · d2 cavallo del bianco · e2 pedone del nero · g2 alfiere del nero · e1 re del nero | e8 cavallo del nero · f8 re del bianco · g8 cavallo del nero · b7 donna del bianco · c6 pedone del nero · f6 pedone del bianco · b5 pedone del nero · g4 torre del nero · c3 pedone del bianco · e3 alfiere del bianco · b2 cavallo del bianco · d2 cavallo del bianco · e2 pedone del nero · g2 alfiere del nero · e1 re del nero | e8 cavallo del nero · f8 re del bianco · g8 cavallo del nero · b7 donna del bianco · c6 pedone del nero · f6 pedone del bianco · b5 pedone del nero · g4 torre del nero · c3 pedone del bianco · e3 alfiere del bianco · b2 cavallo del bianco · d2 cavallo del bianco · e2 pedone del nero · g2 alfiere del nero · e1 re del nero | e8 cavallo del nero · f8 re del bianco · g8 cavallo del nero · b7 donna del bianco · c6 pedone del nero · f6 pedone del bianco · b5 pedone del nero · g4 torre del nero · c3 pedone del bianco · e3 alfiere del bianco · b2 cavallo del bianco · d2 cavallo del bianco · e2 pedone del nero · g2 alfiere del nero · e1 re del nero | 3 |
| 2 | e8 cavallo del nero · f8 re del bianco · g8 cavallo del nero · b7 donna del bianco · c6 pedone del nero · f6 pedone del bianco · b5 pedone del nero · g4 torre del nero · c3 pedone del bianco · e3 alfiere del bianco · b2 cavallo del bianco · d2 cavallo del bianco · e2 pedone del nero · g2 alfiere del nero · e1 re del nero | e8 cavallo del nero · f8 re del bianco · g8 cavallo del nero · b7 donna del bianco · c6 pedone del nero · f6 pedone del bianco · b5 pedone del nero · g4 torre del nero · c3 pedone del bianco · e3 alfiere del bianco · b2 cavallo del bianco · d2 cavallo del bianco · e2 pedone del nero · g2 alfiere del nero · e1 re del nero | e8 cavallo del nero · f8 re del bianco · g8 cavallo del nero · b7 donna del bianco · c6 pedone del nero · f6 pedone del bianco · b5 pedone del nero · g4 torre del nero · c3 pedone del bianco · e3 alfiere del bianco · b2 cavallo del bianco · d2 cavallo del bianco · e2 pedone del nero · g2 alfiere del nero · e1 re del nero | e8 cavallo del nero · f8 re del bianco · g8 cavallo del nero · b7 donna del bianco · c6 pedone del nero · f6 pedone del bianco · b5 pedone del nero · g4 torre del nero · c3 pedone del bianco · e3 alfiere del bianco · b2 cavallo del bianco · d2 cavallo del bianco · e2 pedone del nero · g2 alfiere del nero · e1 re del nero | e8 cavallo del nero · f8 re del bianco · g8 cavallo del nero · b7 donna del bianco · c6 pedone del nero · f6 pedone del bianco · b5 pedone del nero · g4 torre del nero · c3 pedone del bianco · e3 alfiere del bianco · b2 cavallo del bianco · d2 cavallo del bianco · e2 pedone del nero · g2 alfiere del nero · e1 re del nero | e8 cavallo del nero · f8 re del bianco · g8 cavallo del nero · b7 donna del bianco · c6 pedone del nero · f6 pedone del bianco · b5 pedone del nero · g4 torre del nero · c3 pedone del bianco · e3 alfiere del bianco · b2 cavallo del bianco · d2 cavallo del bianco · e2 pedone del nero · g2 alfiere del nero · e1 re del nero | e8 cavallo del nero · f8 re del bianco · g8 cavallo del nero · b7 donna del bianco · c6 pedone del nero · f6 pedone del bianco · b5 pedone del nero · g4 torre del nero · c3 pedone del bianco · e3 alfiere del bianco · b2 cavallo del bianco · d2 cavallo del bianco · e2 pedone del nero · g2 alfiere del nero · e1 re del nero | e8 cavallo del nero · f8 re del bianco · g8 cavallo del nero · b7 donna del bianco · c6 pedone del nero · f6 pedone del bianco · b5 pedone del nero · g4 torre del nero · c3 pedone del bianco · e3 alfiere del bianco · b2 cavallo del bianco · d2 cavallo del bianco · e2 pedone del nero · g2 alfiere del nero · e1 re del nero | 2 |
| 1 | e8 cavallo del nero · f8 re del bianco · g8 cavallo del nero · b7 donna del bianco · c6 pedone del nero · f6 pedone del bianco · b5 pedone del nero · g4 torre del nero · c3 pedone del bianco · e3 alfiere del bianco · b2 cavallo del bianco · d2 cavallo del bianco · e2 pedone del nero · g2 alfiere del nero · e1 re del nero | e8 cavallo del nero · f8 re del bianco · g8 cavallo del nero · b7 donna del bianco · c6 pedone del nero · f6 pedone del bianco · b5 pedone del nero · g4 torre del nero · c3 pedone del bianco · e3 alfiere del bianco · b2 cavallo del bianco · d2 cavallo del bianco · e2 pedone del nero · g2 alfiere del nero · e1 re del nero | e8 cavallo del nero · f8 re del bianco · g8 cavallo del nero · b7 donna del bianco · c6 pedone del nero · f6 pedone del bianco · b5 pedone del nero · g4 torre del nero · c3 pedone del bianco · e3 alfiere del bianco · b2 cavallo del bianco · d2 cavallo del bianco · e2 pedone del nero · g2 alfiere del nero · e1 re del nero | e8 cavallo del nero · f8 re del bianco · g8 cavallo del nero · b7 donna del bianco · c6 pedone del nero · f6 pedone del bianco · b5 pedone del nero · g4 torre del nero · c3 pedone del bianco · e3 alfiere del bianco · b2 cavallo del bianco · d2 cavallo del bianco · e2 pedone del nero · g2 alfiere del nero · e1 re del nero | e8 cavallo del nero · f8 re del bianco · g8 cavallo del nero · b7 donna del bianco · c6 pedone del nero · f6 pedone del bianco · b5 pedone del nero · g4 torre del nero · c3 pedone del bianco · e3 alfiere del bianco · b2 cavallo del bianco · d2 cavallo del bianco · e2 pedone del nero · g2 alfiere del nero · e1 re del nero | e8 cavallo del nero · f8 re del bianco · g8 cavallo del nero · b7 donna del bianco · c6 pedone del nero · f6 pedone del bianco · b5 pedone del nero · g4 torre del nero · c3 pedone del bianco · e3 alfiere del bianco · b2 cavallo del bianco · d2 cavallo del bianco · e2 pedone del nero · g2 alfiere del nero · e1 re del nero | e8 cavallo del nero · f8 re del bianco · g8 cavallo del nero · b7 donna del bianco · c6 pedone del nero · f6 pedone del bianco · b5 pedone del nero · g4 torre del nero · c3 pedone del bianco · e3 alfiere del bianco · b2 cavallo del bianco · d2 cavallo del bianco · e2 pedone del nero · g2 alfiere del nero · e1 re del nero | e8 cavallo del nero · f8 re del bianco · g8 cavallo del nero · b7 donna del bianco · c6 pedone del nero · f6 pedone del bianco · b5 pedone del nero · g4 torre del nero · c3 pedone del bianco · e3 alfiere del bianco · b2 cavallo del bianco · d2 cavallo del bianco · e2 pedone del nero · g2 alfiere del nero · e1 re del nero | 1 |
|   | a | b | c | d | e | f | g | h |   |

La soluzione si ottiene esclusivamente con mosse della donna bianca, 
i cui ampi movimenti sono paragonabili al volo di una rondine.
1. Df7!  (minaccia 2. Cd3+ Rd1 3. Db3#)  1. ... Bd5

2. Da7  (minaccia 3. Da1#)  2. ... Ta4

3. Dh7 Te4  (ostruisce la diagonale dell'alfiere), 
oppure  3. ... Ae4 (ostruisce la traversa della torre)

4. Dh1 matto  / Dh4 matto